# 张福绥
张福绥（1927年12月27日—2016年2月9日），山东昌邑人，中国海洋生物学家、水产养殖学专家。

## 生平
1953年毕业于山东大学。1999年当选为中国工程院院士。